# John Higgins (cầu thủ bóng đá, sinh năm 1932)
John Higgins (15 tháng 10 năm 1932 – 22 tháng 4 năm 2005) là một cầu thủ bóng đá người Anh chủ yếu thi đấu ở vị trí trung vệ. Sinh ra ở Bakewell, Higgins lớn lên ở Buxton, Derbyshire, và bắt đầu sự nghiệp bóng đá với câu lạc bộ địa phương Buxton. Sau đó ông thi đấu cho Bolton Wanderers tại Football League từ năm 1952 đến năm 1961. Ông ra sân trong chiến thắng 2–0 của Bolton trước Manchester United ở Chung kết Cúp FA 1958. Năm 1961, ông gia nhập Wigan Athletic, và có 77 lần ra sân ở Cheshire League trong 2 mùa giải tại câu lạc bộ. Sau đó ông trải qua 2 mùa giải cùng với câu lạc bộ khác tại Cheshire League là Altrincham.